# Бороздины
Бороздины́ — древний русский дворянский род из Тверских бояр, известный с начала XIV .
Род внесён в Бархатную книгу. При подаче документов (21 марта 1688) для внесения рода в Бархатную книгу была предоставлена родословная роспись Бороздиных, сказка Борисовых-Бороздиных об их однородстве и 07 апреля 1688 года по приговору боярина, князя Владимира Дмитриевича Долгорукова о внесении родословия Бороздиных в Бархатную книгу.
Одного происхождения с Бороздиными являются: Пусторослевы, Шишковы, Кашинцовы, Челеевы, Ошурковы, Колединские, Машуткины, Житовы, Борисовы, Борисовы-Бороздины.

## Происхождение и история рода
Род Бороздиных берёт своё начало от выехавшего в 1327 году из Волыни в Тверь Юрья Лозынича. Его сын Гавриил Юрьевич боярин Тверского великого князя Василия Михайловича (1348-1367). У него был внук Иван Васильевич Борозда, потомки которого служили Российскому престолу в боярах, окольничьих и иных знатных чинах и жалованы от государей поместьями..

## Описание герба
В щите, разделённом на четыре равные части, изображены в первой и четвёртой частях в голубом поле два серебряных полумесяца; во второй части в красном поле сабля, обращённая остриём вниз; в третьей части в золотом поле три страусиных пера. Щит увенчан обыкновенным дворянским шлемом с дворянской на нём короной и тремя страусовыми перьями. Намёт на щите голубой, подложен золотом.
Герб рода Бороздиных внесён в 1-ю часть Общего гербовника дворянских родов Всероссийской империи, стр. 42

## Известные представители дворянского рода Бороздиных
- Иван Васильевич Борозда
  - Андрей Иванович Ек
  - Фёдор Иванович Челей
  - Михаил Иванович Ошурок
  - Сергей Иванович Яра
  - Савва Вишерский — Бороздин, Сергий Иванович
  - Пётр Иванович Трясавица
  - Яков Иванович Слепой
  - Захарий Иванович
    - Бороздин, Борис Захарьевич
      - Бороздин, Василий Борисович (?—1503) — боярин
        - Никита Васильевич — окольничий при Иоанне Грозном
        - Тимофей Васильевич — воевода в Казани (1538) и Муроме (1541)

      - Бороздин, Иван Борисович (?—1502) — боярин
      - Бороздин, Пётр Борисович (?—1504) — боярин
        - Василий Петрович — окольничий при Иоанне Грозном

  - Никита Иванович
    - Иван Никитич (см. ниже)
    - Бороздин, Григорий Никитич (?—1480) — воевода, боярин
      - Иван Григорьевич Кашинец, родоначальник Кашинцовых
      - Никита Григорьевич
        - Фёдор Никитич
          - Григорий Фёдорович
            - Иван Григорьевич
              - Перфилий Иванович
                - Аввакум Перфильевич (см. ниже)

- Аввакум Перфильевич Бороздин
  - Семён Аввакумович
    - Пётр Семёнович

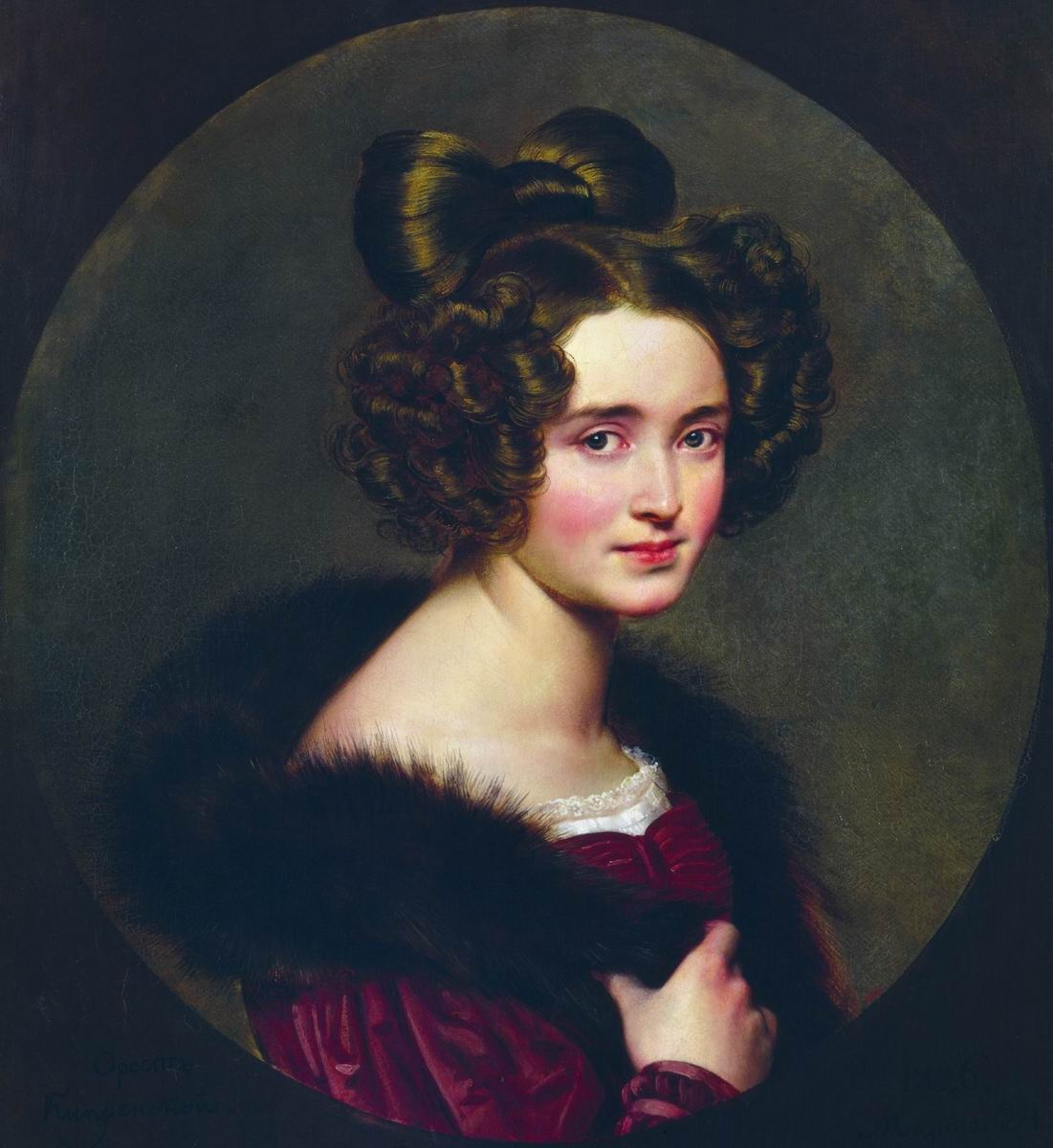
Олимпиада Александровна Рюмина. Правнучка К. Б. Бороздина

      - Богдан Петрович Бороздин (1666—1727) — генерал-аншеф, ландрат во Пскове
        - Бороздин, Корнилий Богданович (1708—1773) — генерал-аншеф
          - Бороздин, Василий Корнилович (1744—1805) — генерал-майор
          - Бороздин, Матвей Корнилович (1753—1817) — тайный советник, сенатор
            - Бороздин, Константин Матвеевич (1781—1848) — сенатор
            - Бороздин, Владимир Матвеевич (1783—1865) — генерал-майор, участник войн против Наполеона
            - Бороздин, Александр Матвеевич (1786—1840) — надворный советник
            - Елена Матвеевна († 1856) — жена академика В. А. Поленова, мать юриста и сенатора М. В. Поленова.

          - Бороздин, Иван Корнилович (ок. 1745—1785)
            - Бороздин, Александр Иванович (1780—1859)
              - Бороздин, Валериан Александрович

  - Гаврила Аввакумович
    - Яков Гаврилович
      - Ульян Яковлевич
        - Савва Ульянович
          - Бороздин, Михаил Саввич (1740—1796) — генерал-поручик
            - Бороздин, Андрей Михайлович (1765—1838) — генерал-лейтенант, сенатор
              - Бороздина, Мария Андреевна (1803—1849) — жена декабриста Иосифа Поджио и генерала князя Александра Гагарина

            - Бороздин, Михаил Михайлович, 1-й (1767—1837) — генерал-лейтенант
              - Анна Михайловна (1819—1883) — фрейлина, жена Николая Раевского-мл.

            - Бороздин, Николай Михайлович, 2-й (1777—1830), генерал от кавалерии, генерал-адъютант
              - Бороздин, Александр Николаевич (1805—1866)
                -  Бороздин, Николай Александрович (1847—1900)

          - Бороздин, Пётр Саввич
            - Бороздин, Александр Петрович (? — после 1844)
              - Бороздин, Николай Александрович (1827—1887) — статский советник
              - Бороздин, Корнилий Александрович (1828—1896) — писатель, адвокат
                - Бороздин, Михаил Корнилович — подполковник
                - Бороздин, Александр Корнилович (1863—1918) — историк литературы

              - Бороздин, Георгий Александрович (1835—?) — генерал-лейтенант от кавалерии

- Иван Никитич «Жито» Бороздин
  - Родион Иванович
    - Тит Родионович
      - Гаврила Титович
        - Степан Гаврилович
          - Фома Степанович — секунд-майор
            - Илья Фомич
              - Илья Ильич (1823—1874) — помещик Шуйского уезда
                - Николай Ильич[7]
                  - Бороздин, Илья Николаевич (1883—1959) — российский историк-востоковед

- Корнилий Васильевич Бороздин
  - Фёдор Корнильевич Бороздин (1807—1841)
  - Николай Корнильевич Бороздин (1808—1880) — статский советник
    - Александр Николаевич Бороздин (1840—1903) — действительный статский советник
    - Николай Николаевич Бороздин (?—1907) — тайный советник

  - Яков Корнильевич Бороздин (1810—1870)
  - Матвей Корнильевич Бороздин (1815—1885) — новоржевский уездный предводитель дворянства